# Paesi e territori d'oltremare
     Unione europea
     Regioni ultraperiferiche (RUP)
     Paesi e territori d'oltremare (PTOM)

Unione europea
Regioni ultraperiferiche (RUP)
Paesi e territori d'oltremare (PTOM)

I Paesi e territori d'oltremare (o PTOM) sono territori speciali dell'Unione europea costituiti dalle dipendenze e dai territori d'oltremare dei propri stati membri.

## Territori
I paesi e territori d'oltremare sono:
- dipendenti dalla Francia: Clipperton, Nuova Caledonia, Polinesia francese, Saint-Barthélemy (dal 2012), Saint-Pierre e Miquelon, Terre Australi e Antartiche Francesi e Wallis e Futuna;
- dipendenti dalla Danimarca: Fær Øer e Groenlandia;
- dipendenti dai Paesi Bassi: Aruba, Curaçao e Sint Maarten.

Erano inoltre dipendenti dal Regno Unito (quando era membro dell'Unione): Anguilla, Bermuda, Georgia del Sud e Isole Sandwich Australi, Isole Cayman, Isole Falkland, Isole Pitcairn, Isole Vergini Britanniche, Monserrat, Sant'Elena, Territorio Antartico Britannico, Territorio Britannico dell'Oceano Indiano e Turks e Caicos;

## Statuto
I paesi e territori d'oltremare non devono essere confusi con le regioni ultraperiferiche (RUP) che hanno un altro statuto di regioni d'oltremare dei paesi dell'Unione europea.
I paesi e territori d'oltremare, il cui statuto è stato creato fin dal trattato di Roma nel 1957, non fanno parte dell'Unione europea e non sono membri dello spazio Schengen benché dipendano da un paese facente parte. I loro abitanti possiedono in generale la nazionalità dello Stato da cui il territorio dipende, ad eccezione dei territori britannici i cui cittadini, anche quando il Regno Unito era parte dell'Unione Europea, hanno sempre avuto una nazionalità specifica, la British overseas Territories citizenship (BOTC). Tuttavia, i cittadini delle isole Falkland hanno la piena nazionalità britannica.
Il diritto derivato comunitario non si applica direttamente ai paesi e territori d'oltremare ma possono beneficiare di fondi europei di sviluppo della Banca centrale europea.
Benché la legislazione europea non si applichi, i loro cittadini nazionali dispongono della cittadinanza europea, e partecipano alle elezioni dei rappresentanti del loro paese al Parlamento europeo. Una sentenza della Corte di giustizia delle Comunità europee ha condannato i Paesi Bassi che non accordavano il diritto di voto alle elezioni europee agli abitanti di Aruba.

## Casi particolari
Esistono delle regioni, tra gli Stati membri, in cui il diritto europeo non viene applicato nella sua totalità. In queste regioni, lo statuto è talvolta vicino a quello dei PTOM appartenenti al piano comunitario europeo, anche se esse non beneficiano dei fondi strutturali stanziati ai PTOM e alle regioni ultraperiferiche (RUP). Dal punto di vista giuridico, queste regioni si trovano di fatto nel territorio dell'Unione Europea.
Uno dei casi particolari è apparso con l'adesione di Cipro. In questo territorio, la legislazione europea non viene applicata nell'autonoma Repubblica Turca di Cipro del Nord, nonostante quest'ultima faccia parte, dal punto di vista giuridico, del territorio dell'Unione e nonostante i suoi cittadini siano allo stesso modo elettori dei rappresentanti ciprioti al Parlamento Europeo: essi, infatti, non solo hanno votato per l'adesione di Cipro all'Unione Europea, ma anche per l'unificazione di Cipro, contrariamente ai loro vicini del sud dell'isola. Dunque, questa regione dovrebbe essere almeno una regione ultraperiferica (RUP); invece, attualmente il suo statuto effettivo è più vicino a quello dei PTOM dell'Unione Europea. Tuttavia, la Repubblica Turca di Cipro Nord allo stato attuale non è né una RUP né un PTOM. È considerata come un'eccezione nel trattato di adesione di Cipro a titolo conservatorio, in attesa di eventuali evoluzioni nelle negoziazioni tra le due repubbliche.
La maggior parte dei paesi dell'Unione Europea dispone di queste eccezioni nei trattati di adesione: tali eccezioni sono valide per le piccole regioni di frontiera o insulari, o per dei motivi storici o pratici legati a difficoltà geografiche e in cui il diritto europeo (o nazionale) non viene applicato nella sua totalità. Alcune regioni possono anche trovarsi al di fuori dell'unione doganale europea. Ad esempio, alcune zone delimitate dal territorio metropolitano dei paesi membri, possono essere in unione doganale con la Svizzera (come accade ad esempio in Francia, per una parte dell'aeroporto internazionale di Basel-Mulhouse-Freiburg, o per il comune italiano di Campione d'Italia e quello tedesco di Büsingen am Hochrhein, accessibili via terra solo tramite la Svizzera). Simili eccezioni esistevano anche per le zone franche di transito presenti in numerosi porti e aeroporti internazionali europei, ma, essendo state abolite, in queste zone si applica ormai l'unione doganale e fiscale, tranne se esistono degli accordi specifici con un paese al di fuori dell'Unione.
Tuttavia, la situazione era diversa nei baliati (baillages in francese) dell'Isola di Man, di Jersey e di Guernsey. Questi territori sono infatti sotto la giurisdizione del Regno Unito, ma erano considerati e trattati come Stati sovrani (anche se si sono associati liberamente al Regno Unito sotto forma di cooperazione rafforzata, e anche se hanno lo stesso capo di Stato, le loro forme di governo e le loro legislazioni sono del tutto distinte). Questi tre Stati (che sono dei personali possedimenti del sovrano della Corona britannica, non riconosciuta a livello internazionale come Stato, ma solo come organizzazione internazionale) si trovavano al di fuori del territorio dell'Unione Europea, quando il Regno Unito era stato membro.